# Gnadenschatz
Als Gnadenschatz der Kirche, kurz Gnadenschatz, oder (immaterieller) Kirchenschatz, lat. Thesaurus meritorum, Thesaurus ecclesiae (von altgriechisch θησαυρός thesaurós ‚Schatz‘, ‚Schatzhaus‘ und ἐκκλησία ekklēsía ‚Kirche‘), bezeichnet die katholische Theologie und Lehrverkündigung die Gesamtheit der geistlichen Güter, die durch das erlösende Heilshandeln Gottes im Pascha-Mysterium von Tod und Auferstehung Jesu Christi gestiftet wurden und in der Gemeinschaft der Heiligen der ganzen Kirche zugänglich werden. Zum immateriellen Kirchenschatz gehören auch die Gebete und guten Werke der seligen Jungfrau Maria und aller Heiligen.
Der Gnadenschatz gehört zu den Spiritualia, das heißt den immateriellen und unvergänglichen Dingen, die weder verkauft noch käuflich erworben oder durch Tausch weitergegeben werden können. In älteren Schriften wird der Kirchenschatz auch als Thesaurus meritorum (Schatz der Verdienste) oder Schatz der Genugtuungen Christi bezeichnet.

## Wesen des Gnadenschatzes
Der Katechismus der katholischen Kirche sieht letztlich „Christus den Erlöser selbst, insofern in ihm die Genugtuungen und Verdienste seines Erlösungswerkes Bestand und Geltung haben“, als Schatz der Kirche an und verweist dabei auf die apostolische Konstitution Indulgentiarum doctrina Papst Pauls VI., in der dieser ausführte, dass die Sünde des einen Menschen auch die übrigen schädige, aber „auch die Heiligkeit des einen den übrigen zum Wohle gereicht“. Diese Gemeinsamkeit sei schon am Beispiel von Adams Sünde erkennbar, die aufgrund der Abstammung auf alle Menschen übergegangen sei. Das „erhabenere und vollkommenere Prinzip, Fundament und Urbild dieser übernatürlichen Verwandtschaft“ sei Christus selbst.
Die Heilswirksamkeit des Erlösungswerks Jesu Christi und der Verdienste der Heiligen kommt im Leben der Kirche als „heiliger Gemeinde“ zur Erscheinung. Der kirchliche Heiligungsdienst muss nicht erst Gott zur Versöhnung bewegen, sondern kann aus der bereits bereitgestellten Gnade Jesu Christi schöpfen. Indem sich die Kirche auf diesen „Schatz“ beruft, bekommt die amtlich-kirchliche Fürbitte eine größere Erhörungsgewissheit als das private Gebet des einzelnen. Die Kirche beteiligt sich so an der subjektiven Buße des einzelnen Sünders, kann diesen individuellen Bußakt jedoch nicht ersetzen.
Unter den lebenden und bereits gestorbenen Gläubigen bestehe, so der Katechismus der Katholischen Kirche,  „ein dauerhaftes Band der Liebe und ein überreicher Austausch aller Güter“, „seien sie bereits in der himmlischen Heimat oder sühnend im Reinigungsort oder noch auf der irdischen Wanderschaft“. In diesem wunderbaren Austausch komme die Heiligkeit des einen den anderen zugute, und zwar mehr, als die Sünde des einen dem anderen schaden könne. „So ermöglicht die Inanspruchnahme der Gemeinschaft der Heiligen dem reuigen Sünder, daß er von den Sündenstrafen früher und wirksamer geläutert wird.“
Neben dem Empfang des Bußsakramentes und der Gewinnung von Ablässen, auch für die Verstorbenen, stelle der Gnadenschatz „einen anderen Weg“ dar, den der Gläubige „in der Gnadengemeinschaft der Kirche zusätzlich beschreiten“ könne. Dies wird unter Verweis auf den ersten Brief des hl. Paulus an die Korinther (1 Kor 12,26 ) daraus hergeleitet, dass die Glieder der Kirche einen mystischen Leib bilden, der viele Glieder hat.

## Geschichte
Ephräm der Syrer, einer der frühen Kirchenlehrer, besingt im 4. Jahrhundert in einem Fastenhymnus den Sieg Christi und das Übermaß seiner Verdienste gegenüber seiner eigenen [Ephräms] Schuld und endet mit den Worten: „O See der Gnaden, schenk mir ein wenig davon, auf dass ich meinen Schuldbrief damit auslösche“.
Einige Scholastiker, vor allem der heilige Thomas von Aquin, beschrieben mit Meritum superabundans oder Meritum superrogatorium („überreiches/überpflichtiges Verdienst“) sittliche Leistungen, die über das von der Kirche geforderte Maß hinausgehen und ein überschüssiges Verdienst begründen. Dabei verwiesen sie neben Christus, dessen Verdienst das zur Erlösung der Menschheit Notwendige weit übertroffen habe, auch auf die Heiligen, die nicht nur das von Gott Gebotene, sondern auch das von der Kirche Geratene auf Erden treu befolgt hätten. Dieses Übermaß an Verdiensten sei nicht dem Einzelnen zuzurechnen, sondern komme der Communio multitudinis, der Gemeinschaft der Vielen, also der ganzen Kirche, zugute. Dies geschieht neben dem Empfang der Sakramente und Sakramentalien unter anderem auch im Ablass, durch den die Kirche den Gläubigen unter bestimmten Bedingungen aus dem ihr anvertrauten Gnadenschatz von den Genugtuungen Christi und der Heiligen zuwendet. 
Papst Bonifatius VIII. rief im Jahr 1300 erstmals ein Heiliges Jahr für die Pilgerfahrt nach Rom aus, bei der die Gläubigen die Möglichkeit haben, einen vollkommen Ablass zu gewinnen, und setzte dabei die Zeit bis zur Wiederkehr eines solchen Jubeljahres auf 100 Jahre fest. Mit der Bulle Unigenitus Dei filius, mit der er auch die Wiederkehr eines Heiligen Jahres auf 50 Jahre verkürzte, entfaltete Papst Clemens VI. 1343 die Lehre vom Schatz der Verdienste Christi, die sich mit den Verdiensten der Heiligen vereinige.

„Diesen Schatz hat er [Christus] durch den heiligen Petrus, den Schlüsselträger des Himmels […] und durch dessen Nachfolger, seine Stellvertreter auf Erden, bereitgestellt zu heilsamer Verteilung an die Gläubigen bei besonderen und sinnvollen Anlässen, bald zu vollständigem, bald zu teilweisem Erlass der zeitlichen Sündenstrafen, um ihn allgemein oder in besonderen Fällen, wie es vor Gott gut scheint, wirklich reumütigen Menschen, die gebeichtet haben, barmherzig zu spenden.“